# Restiosporium spathacei
Restiosporium spathacei är en svampart som beskrevs av Vánky, R.G. Shivas & C. Vánky 2006. Restiosporium spathacei ingår i släktet Restiosporium och familjen Websdaneaceae.   Inga underarter finns listade i Catalogue of Life.